# Матовский, Израиль Моисеевич
Изра́иль Моисе́евич Мато́вский (15 декабря 1923, Херсон, Одесская губерния — 11 июня 2011, Челябинск) — советский хирург, военврач, подполковник медицинской службы, учёный, кандидат медицинских наук, один из руководителей здравоохранения в городе Челябинске (1957—1975), заслуженный врач РСФСР.

## Биография

### Ранние годы
Израиль Матовский родился 15 декабря 1923 года в Херсоне. Его мать — Елизавета Самуиловна урождённая Романовская (1895—1963), отец — Матовский Моисей Маркович (родился в 1889 году в Алёшках, умер в 1962 или 1963 году в Челябинске).
После эвакуации семьи в Челябинск Матовский в 1945 году окончил Челябинский медицинский институт по специальности хирургия и был призван в действующую армию военным врачом. До сентября 1945 года участвовал в войне с Японией в составе 455-го полевого подвижного госпиталя. После демобилизации вернулся в Челябинск.

### Работа в Челябинске
В период с 1947 по 1954 годы заведовал Отделом здравоохранения Тракторозаводского района Челябинска.
На этой должности Матовский провел большую организационную и профессиональную работу по развитию районной медицины:
- была организована Детская больница № 1 (1949);
- для Медико-санитарной части Челябинского тракторного завода (ЧТЗ) построены родильный дом и хирургическое отделение;
- по настоянию Матовского директор ЧТЗ С. А. Скачков передал Тракторозаводскому райздравотделу директорские дачи на озере Смолино для организации оздоровления детей ясельного возраста.

В 1957 году Матовский был назначен заместителем заведующего Челябинским городским отделом здравоохранения и работал на этой должности до 1975 года. Здесь он курировал создание в городских больницах ряда специализированных отделений, а также постройку рядом предприятий города на долевых началах городской водогрязелечебницы, которая стала одним из первых учреждений такого рода в региональном здравоохранении и обеспечивала в условиях города практически санаторное лечение.
Матовский был также организатором третьей в стране (после МГУ и ЛГУ) студенческой поликлиники, открытой на базе Челябинского педагогического института.
По его инициативе в городе была создана городская подростковая служба со стационаром, поликлиническим отделением, санаторием. Этот комплекс был призван следить за здоровьем молодого поколения и готовить к военной службе допризывников.
Матовский кандидат медицинских наук (1970). Одной из важных тем его научной работы стало обоснование и внедрение комплексных врачебно-инженерных бригад на предприятиях Челябинска. Этот метод был направлен на повышение эффективности лечебно-профилактической работы и оздоровления условий труда рабочих, снижение заболеваемости и инвалидности. Впоследствии этот опыт был одобрен Министерствами здравоохранения РСФСР и СССР и использован в других регионах.
Результатам его разработки и внедрения посвящена наиболее известная книга Матовского «Врач в инженерной бригаде», которая выдержала два издания (1975 и 1977 годы).
При участии Матовского была реорганизована патолого-анатомическая служба города, для решения её задач были созданы 6 специализированных районных отделений. Кроме того, он курировал создание в Челябинске больницы скорой помощи, в том числе, защищал её проект в Госстрое СССР.
С 1976 по 1987 годы Матовский возглавлял Челябинскую городскую клиническую больницу № 1. Под его руководством для расширения больницы были построены поликлиника, пищеблок, стоматологическое отделение, лабораторная служба и аптека. Кроме того, были оборудованы конференц-зал и пятиэтажный переход между новой поликлиникой и хирургическим корпусом. Для отдыха сотрудников больницы построена база отдыха на озере Кумкуль. В 1978 году успешная деятельность больницы была отмечена орденом Трудового Красного Знамени.
После выхода на пенсию Матовский заведовал музеем своей больницы (1987—1999), а затем был создан музей истории медицины г. Челябинска, которым он руководил с 2000 года и до своей смерти.

### Общественная деятельность
Матковский неоднократно избирался депутатом городского (6 созывов) и районного Советов народных депутатов Челябинска, был членом исполнительного комитета Тракторозаводского районного Совета народных депутатов. Также избирался в состав Челябинского городского комитета КПСС.

### Смерть
Израиль Моисеевич Матовский умер 11 июня 2011 года в Челябинске, он похоронен там же, на Успенском кладбище.

### Семья
Дочь Матковского Эсфирь также стала врачом (сурдолог), она жила и работала в Челябинске.

## Награды и звания
- Орден Отечественной войны 2 степени (1985)[10]
- Орден Трудового Красного Знамени (1986)[14]
- Орден Знак Почёта (1966)[10]
- Медаль «В ознаменование 100-летия со дня рождения Владимира Ильича Ленина» (1970)[14]
- Золотые (1984, 1986) и серебряные (1976, 1980) медали ВДНХ СССР[10]
- Заслуженный врач РСФСР (1976)[6][14]

## Память
- Памяти Матовского посвящена мемориальная доска в Челябинске на здании Первой городской клинической больницы (д. 16 по ул. Воровского, корп. 6), которой он заведовал (доска была открыта 14 декабря 2012 года)[15].